# العربية للأسمنت (ليبيا)
الشركة العربية للأسمنت  (ACC) هي شركة ليبية تعمل في مجالات إنتاج الأسمنت، الجير، الجبس والأكياس الورقية لتعبئة الأسمنت والعمليات الأخرى المتعلقة بالبناء. تبلغ طاقتها الإنتاجية الإجمالية حوالي 3.340 مليون طن سنويًا وتدير حاليًا سبعة مصانع في جميع أنحاء ليبيا. وقدر حجم استثمارات الشركة بـ 180 مليون دينار.

## خلفية
على الصعيد الوطني، لا يعد قطاع الأسمنت في ليبيا لاعبًا اقتصاديًا رئيسيًا. ومع ذلك، وعلى المستوى القطاعي، فإن تأثير إنتاج الأسمنت على البيئة الطبيعية والاجتماعية في ليبيا مهم. تأسست الشركة العربية للأسمنت كشركة مملوكة للدولة في عام 1988، نتيجة اندماج بين المؤسسة الأهلية للأسمنت ومواد البناء والمؤسسة العامة لسوق الخميس للأسمنت ومواد البناء. منذ ذلك الحين، أصبح تصنيع الأسمنت في ليبيا حكرًا على شركتين شبه حكوميتين؛ شركة الأسمنت الليبية وشركة الأسمنت الأهلية.
في عام 1998، قامت شركة الأسمنت الليبية بتشغيل أربعة مصانع وهي المرقب بقدرة 330,000 طن/السنة، والسوق، الخميس، ولبدة بسعة قدرها 1 م/ سنة. كان الإنتاج من الشركتين يلبي معظم الطلب المحلي، وكان الحد الأدنى من الفائض متاحًا للتصدير؛ في المتوسط، بلغ معدل استغلال القدرات 50%. في عام 2001، اقترحت الحكومة الليبية عددًا من مشاريع الشركات الحكومية التي سيتم النظر في مشاريع مشتركة فيها. وشملت هذه المشاريع توسعة مصنعي الأسمنت التابعين لشركة العربية للأسمنت في لبدة وزليتن بقيمة 242 مليون دولار و169 مليون دولار على التوالي.
في فبراير 2005، أدى الطرح العام الأولي للأسهم في شركة ACC المملوكة للدولة سابقًا إلى بيع 60% من الشركة مقابل 273 مليون دولار. وفي وقت لاحق من ذلك العام، اقترحت الشركة العربية للأسمنت بناء خط ثانٍ لإنتاج الأسمنت بقدرة مليون طن/عام في مصنعها بزليتن.
وكان هذا أول طرح عام أولي في البلاد وأكبر عملية بيع لشركة مملوكة للحكومة حيث بدأت حكومة العقيد معمر القذافي في تكثيف الجهود لجذب الاستثمارات الخاصة وفتح الاقتصاد بعد رفع العقوبات الدولية عن ليبيا في عام 2004.